# 智勝院 (本巣市)
智勝院（ちしょういん）は岐阜県本巣市郡府にある聖観音菩薩を本尊とする曹洞宗の寺院で、山号は大慈山。加納藩主戸田松平氏の菩提寺である。
正保3年6月（1647年）6月に松平光重が、その祖母智勝院（徳川家康の異父妹松姫）を弔うために、鉄心道印を開山として建立した。寛文元年（1661年）に現在地に移転し、寺領52石3斗3合が付与されている。寺の墓地には永正7年（1510年）と記されたものがあり、前身となる寺があったとみられている。本巣郡に悟春院、薬師寺、吉祥寺や大亀寺などの末寺があった。
寺には開基となった松平光重及び松平光煕、松平光慈、松平光雄、松平光徳及び松平光和ら戸田氏歴代を含む一族の墓並びに家臣の墓のほか、裏山には北方領主戸田氏累代の墓が建てられている。狩野重頼筆の阿弥陀三尊の各軸三幅、蘭州月渓の十六羅漢像四幅、智勝院の肖像が伝わっている。境内には桜が多く植えられており、見ごろになるとライトアップが行われる。鎮守社として豊川稲荷が祀られているほか、地蔵堂や観音堂、明治14年に建立された三十三観音堂がある。